# ۱۳۹۰ (قمری)
۱۳۹۰ (قمری) هزار و سیصد و هشتاد و نهمین سال در گاهشماری هجری قمری است. اول محرم این سال برابر با نهم مارس سال ۱۹۷۰ میلادی است.

## درگذشتگان
- ۲۸ ربیع‌الثانی، درگذشت علامه امینی، دانشمند شیعه و صاحب کتاب الغدیر